# Kukrit Pramoj
Mom Rajawongse Kukrit Pramoj (in lingua thai: หม่อมราชวงศ์ คึกฤทธิ์ ปราโมช, trascrizione IPA: [kʰɯːkrit praːˈmoːt]) (Sing Buri, 20 aprile 1911 – Bangkok, 9 ottobre 1995) è stato un politico, economista, scrittore e giornalista thailandese.
Negli anni settanta fu primo ministro della Thailandia e in precedenza era stato tra i fondatori del Partito del Progresso, del Partito Democratico e del Partito di Azione Sociale. Si distinse come romanziere, saggista e giornalista. Ebbe inoltre incarichi di prestigio in alcuni dei più importanti istituti di credito della Thailandia. Tenace difensore della causa monarchica, era membro di un ramo cadetto della famiglia reale, trisnipote di re Rama I, fondatore della dinastia Chakri, e di re Anuvong, ultimo sovrano del Regno di Vientiane.

## Biografia

### Famiglia e istruzione
Era figlio del principe Khamrob e della nobile Daeng Bunnag, ed era fratello minore di Seni, che a sua volta sarebbe diventato primo ministro di Thailandia. Dopo aver compiuto gli studi primari e secondari a Bangkok, si trasferì al Trent College del Derbyshire, in Inghilterra. Proseguì gli studi ottenendo una laurea con lode in Filosofia, Politica ed Economia presso The Queen's College dell'Università di Oxford. In tarda età, avrebbe anche ricevuto una laurea honoris causa in Belle Arti dall'Università Thammasat di Bangkok.

### Carriera professionale
Al ritorno nel Siam, il vecchio nome della Thailandia, ottenne prima un impiego al Dipartimento di Amministrazione e divenne poi segretario del capo-consulente al Ministero delle Finanze. Lasciati gli incarichi governativi, si trasferì a Lampang in qualità di direttore di una locale filiale della Siam Commercial Bank. Durante la seconda guerra mondiale, servì il Reale Esercito con il grado di lancia spezzata di prima classe. Al termine del conflitto divenne il responsabile dell'amministrazione centrale e del credito nella neonata Banca di Thailandia. Fu quindi nominato general manager della Bangkok Commercial Bank.

### Carriera politica

#### Nel dopoguerra
Durante la seconda guerra mondiale, il fratello di Kukrit, Seni Pramoj, era stato ambasciatore a Washington e si era rifiutato di consegnare alle autorità locali la dichiarazione di guerra della Thailandia agli Stati Uniti, ritenendo che l'invasione giapponese del proprio Paese avesse costretto il governo a scendere in guerra. Offrì al Dipartimento di Stato i servizi del personale dell'ambasciata e fondò il movimento Seri Thai (Thailandia libera), che avrebbe contribuito alla lotta di resistenza anti-giapponese sia in patria che negli Stati Uniti e nel Regno Unito. Grazie a tali iniziative, il Paese americano non scese mai in guerra contro la Thailandia, che si garantì condizioni privilegiate dopo la sconfitta dei giapponesi.
Al ritorno in Thailandia, il 17 settembre 1945, Seni fu posto a capo del primo governo non influenzato dai militari nella storia del Paese. L'esecutivo era egemonizzato dagli uomini di Pridi Banomyong, considerato in patria il padre della democrazia, con il quale l'aristocratico Seni si rese presto conto di non essere in armonia. Questi, a sua volta, vedeva in Seni un conservatore non al passo con la realtà politica di quel momento. Il governo fu sciolto il 15 ottobre 1945 in vista delle elezioni generali del 6 gennaio 1946. I fratelli Pramoj fondarono il Partito del Progresso, il primo partito nella storia del Paese, che raccolse le forze monarchiche nazionali e si oppose alla coalizione guidata da Pridi, considerato un repubblicano. Le elezioni furono vinte dalla coalizione di Pridi, che fece nominare primo ministro Khuang Aphaiwong, mentre a Seni venne affidato il Ministero degli Esteri. Questo esecutivo si sciolse il 18 marzo 1946.
Il nuovo governo venne affidato a Pridi il successivo 24 marzo. Khuang Aphaiwong passò all'opposizione e il 6 aprile fondò il Partito Democratico, di ispirazione conservatrice e monarchica, nel quale poco dopo confluì il Partito del Progresso dei Pramoj. Nei due anni successivi, Seni portò avanti una campagna volta a screditare Pridi che ebbe successo dopo la misteriosa morte del re Ananda Mahidol (il 9 giugno 1946), della quale le opposizioni attribuirono le responsabilità a Pridi. Malgrado non vi fosse alcuna prova, il successivo 23 agosto Pridi rassegnò le dimissioni adducendo motivi di salute, affidò il governo al proprio alleato, il retroammiraglio Thawan Thamrongnawasawat, ed intraprese un lungo viaggio all'estero.
Nel novembre del 1947, il Partito Democratico appoggiò il colpo di Stato militare che pose fine al governo di Thawan Thamrongnawasawat e alla carriera politica di Pridi, il quale avrebbe passato il resto della vita in esilio. Il colpo di Stato fu realizzato dal generale Phin Chunhawan, che favorì la riabilitazione di Plaek Phibunsongkhram (deto anche Phibun), il dittatore che aveva deciso l'entrata in guerra a fianco del Giappone. A capo del governo fu nuovamente posto il leader del Partito Popolare Khuang Aphaiwong, a Seni fu assegnato il dicastero della Giustizia, mentre Kukrit divenne per la prima volta ministro. La fazione militare di Chunhawan e Phibun, insoddisfatta della gestione di Khuang, costrinse il governo alle dimissioni l'8 aprile del 1948; lo stesso Phibun fu nominato nuovamente primo ministro ed avrebbe monopolizzato la scena politica fino al 1957.

Kukrit nelli anni 1950

Gli accesi editoriali di Kukrit sul quotidiano da lui fondato Siam Rath condannavano i responsabili della rivoluzione siamese del 1932 per essere dei corrotti che avevano rovesciato la monarchia assoluta al solo fine di raggiungere il potere. Tali articoli gli procurarono le simpatie dei monarchici più conservatori, con l'aiuto dei quali era stato eletto al parlamento nel 1946. Si attirò l'inimicizia dei protagonisti di quell'evento, primo fra tutti il dittatore Phibun, che pose provvisoriamente fine alla carriera politica e giornalistica di Kukrit accusandolo di essere finanziato dal re. Sia nel periodo della dittatura di Phibun, che in quelli delle successive dittature militari di Sarit Thanarat (fino al 1963) e di Thanom Kittikachorn (fino al 1973), il Partito Democratico rimase ai margini della vita politica thailandese.
Il giornale di Kukrit appoggiò con forza la dittatura di Sarit per aver costretto all'esilio Phibun e per aver restituito potere alla monarchia, e fu uno dei pochi quotidiani che non soffrirono dalla censura imposta dal dittatore. Dipinse l'ideale società thailandese come una struttura gerarchica capeggiata dal re, benevolo protettore dei cittadini, con la dittatura che doveva essere accettata perché garantiva pace sociale e stabilità. Sostenne che in Thailandia era preferibile una dittatura pro-monarchia ai governi retti da democrazie di ispirazione occidentale, le quali avrebbero portato il Paese nel caos. Verso l'inizio degli anni settanta, Kukrit auspicò un contatto più diretto del re con gli abitanti delle zone rurali, temendo che l'amore del popolo per il sovrano potesse essere messo in pericolo da corrotti burocrati, dalle ambizioni delle nuove generazioni di imprenditori e dalla propaganda comunista.

#### Negli anni settanta

##### Fine della dittatura e instabilità del Paese
Le imponenti sollevazioni studentesche dell'ottobre 1973 posero fine alla dittatura militare di Thanom e favorirono il ritorno della democrazia nel Paese. I partiti ripresero potere e i fratelli Pramoj tornarono ad essere protagonisti in qualità di politici. La crisi economica di quel periodo, le varie tendenze che frammentarono la parte civile della società e la pronta riorganizzazione di diverse fazioni militari resero difficile il governo del giurista Sanya Dharmasakti, il primo del dopo-dittatura.
Le élite che ruotavano attorno all'aristocrazia e ai vertici militari si stavano ricompattando, nel timore che il comunismo dilagasse come stava succedendo nei vicini Vietnam, Laos e Cambogia dopo il ritiro delle forze armate statunitensi dalla guerra del Vietnam. Tali timori erano alimentati dall'aumento dell'attività della guerriglia comunista nell'Isan, nel nordest del Paese. A partire dal 1974, si erano infittite le azioni provocatorie di nuove organizzazioni dell'estrema destra di ispirazione nazionalistica, religiosa e monarchica. Tra queste organizzazioni, si distinsero il movimento Nawaphon, ed i gruppi paramilitari dei Gaur Rossi e degli Scout del Villaggio, organizzati dall'unità antiguerriglia dell'esercito chiamata Comando Operazioni per la Sicurezza Interna.
I vari governi che seguirono la dittatura di Thanom ebbero il timore di privare i militari dei privilegi che storicamente detenevano e questi poterono agire indisturbati. Non riuscirono inoltre a risolvere la crisi economica in cui si trovava il Paese. La classe media si lamentò per essere uscita indebolita economicamente e socialmente dal cambiamento politico. Gli studenti e le sinistre, euforici dopo il trionfo del 1973, furono delusi per le mancate riforme e per il perdurare della presenza di militari statunitensi in Thailandia, dove erano stanziati da diversi anni per sostenere le operazioni nella guerra del Vietnam. Le classi più povere, in particolare i contadini, soffrirono e protestarono per l'aggravarsi delle condizioni economiche del Paese.

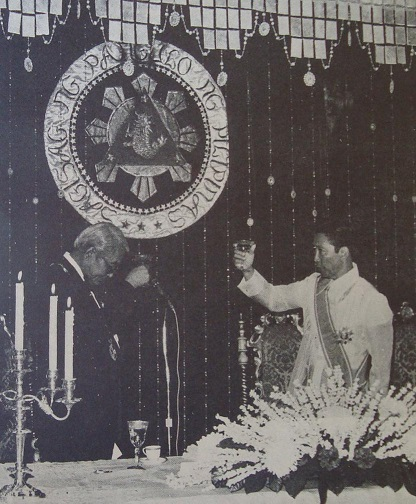
Visita ufficiale da primo ministro al presidente filippino Ferdinando Marcos nel luglio 1975

##### Primo ministro
Tra i vari partiti che si costituirono dopo la fine della dittatura vi fu il Partito di Azione Sociale (in thai: พรรคกิจสังคม, RTGS: Phak Kit Sangkhom), fondato da Kukrit nel 1974 con altri membri dell'ala liberale del Partito Democratico. Il Partito Democratico si aggiudicò una risicata maggioranza relativa alle elezioni del gennaio 1975 e Seni, che ne era diventato il leader, fu nominato capo del governo di coalizione il 15 febbraio. Dovette rassegnare le dimissioni il successivo 13 marzo, dopo che il parlamento bocciò le riforme proposte dall'esecutivo. Il governo seguente fu affidato a Kukrit, che formò una coalizione con le destre e provò inutilmente a porre freno al clima di violenza che si era instaurato.

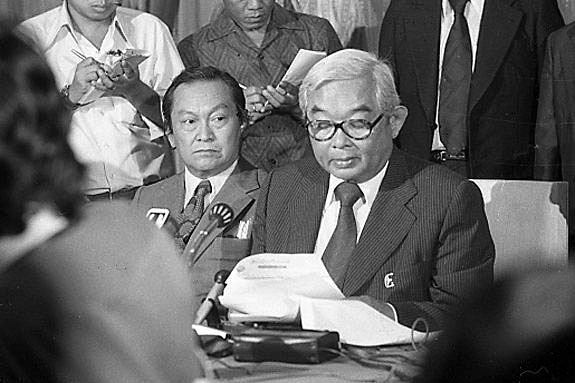
Kukrit annuncia il ritiro delle truppe statunitensi dalla Thailandia (1976)

Durante il suo mandato, Kukrit riaprì le relazioni diplomatiche con la Repubblica Popolare Cinese, nel quadro della normalizzazione dei rapporti tra i due Stati dopo la fine del conflitto vietnamita. Fu valutato che la presenza delle truppe americane creava turbative e pregiudicava l'autonomia politica del Paese. Il rimpatrio del personale statunitense iniziò nel periodo in cui Kukrit divenne primo ministro e si sarebbe concluso a metà del 1976. Altri provvedimenti del suo governo riguardarono il finanziamento di un progetto per il rilancio dell'economia rurale che comprendeva la creazione di nuovi posti di lavoro, lo sviluppo delle infrastrutture ed il supporto delle amministrazioni locali. Nel tentativo di porre rimedio alla congestione del traffico a Bangkok, furono comprate dal governo le concessioni per i trasporti da aziende private che operavano nel settore e venne creata l'Autorità del trasporto di massa di Bangkok, che tuttora gestisce per conto dello Stato i trasporti nella capitale.
Gli scioperi e le grandi dimostrazioni del gennaio del 1976 sgretolarono la maggioranza parlamentare, e ai vertici delle forze armate molti cominciarono a pensare che fosse necessario un nuovo colpo di Stato. Lo sciopero generale indetto contro l'aumento del prezzo del riso costrinse Kukrit ad accettare le richieste dei sindacati, tra le veementi proteste delle destre. Lo scontro si acuì quando un gruppo di dissidenti del Partito Democratico si ritirò dalla coalizione governativa per schierarsi con le opposizioni di sinistra. Il generale Boonchai pose il veto alla formazione di una coalizione governativa di sinistra, obbligando Kukrit a dissolvere il parlamento e ad indire nuove elezioni, fissate per il 4 aprile.

#### Il ritorno della dittatura militare
Il Partito Democratico, spalleggiato dagli USA e dal generale Krit Srivara, eroe popolare durante le sommosse del 1973, vinse le elezioni ottenendo il 40% dei voti ed il governo fu nuovamente affidato a Seni Pramoj. La campagna elettorale era stata particolarmente violenta, venne funestata da 30 omicidi politici ed il Partito del maggior generale Pramarn Adireksarn Nazione Thai lanciò lo slogan "la destra uccide la sinistra". Il Partito di Azione Sociale di Kukrit tornò all'opposizione, mentre le sinistre subirono una grande sconfitta. Il generale Krit morì il 28 aprile 1976, una settimana dopo essere stato nominato ministro della Difesa, ed il suo posto fu preso dal generale Tawich Senivansa, alleato di Pramarn.
Fu a questo punto che Pramarn progettò il rientro dall'esilio del dittatore Thanom, sperando di provocare sommosse popolari che gli sarebbero servite da pretesto per realizzare il colpo di Stato. L'arrivo a Bangkok dell'ex dittatore Thanom, avvenuto il 19 settembre, fu il preludio del dramma che si sarebbe consumato il 6 ottobre. Gli studenti si riunirono a protestare contro Thanom nella centrale piazza Sanam Luang di Bangkok il 30 settembre, spostandosi poi all'interno della vicina Università Thammasat. La manifestazione si protrasse nei giorni successivi ed il 6 ottobre la polizia e gruppi paramilitari penetrarono nell'ateneo e compirono una strage tra i manifestanti passata alla storia come il massacro dell'Università Thammasat. Le cifre rese note dal governo thailandese furono di 46 morti e 167 feriti. Una stima non ufficiale di oltre 100 morti fu fatta dall'associazione di volontari che portarono via i cadaveri. Nel pomeriggio, i responsabili della strage e i membri delle organizzazioni che li appoggiavano si recarono alla sede del governo, dove chiesero ed ottennero le dimissioni di Seni.
In quei giorni era stato creato il Consiglio Nazionale di Riforma Amministrativa (CNRA), una giunta militare composta da 24 membri e presieduta da Sangad Chaloryu, che nel governo insediatosi il 25 settembre era stato nominato ministro della Difesa. Alle 18:30 del 6 ottobre, poche ore dopo la conclusione del massacro, la giunta del CNRA prese il potere, precedendo così il golpe della fazione di destra più estrema comandata da Pramarn. Fu sciolto il parlamento, abolita la costituzione e furono arrestati svariati oppositori. Due giorni dopo, con l'appoggio del CNRA, il re nominò primo ministro il presidente della corte suprema Thanin Kraivichien, che formò uno dei più feroci governi filo-monarchici ed anti-comunisti nella storia della Thailandia.

#### Uscita dalla scena politica
Negli anni che seguirono, Kukrit rimase alla guida del Partito di Azione Sociale e, anche se il partito fu coinvolto in coalizioni di governo, criticò a più riprese i dittatori che si succedettero e in particolar modo il generale Prem Tinsulanonda, insediatosi nel 1980. Negli anni settanta aveva ripreso l'attività di giornalista al quotidiano Siam Rath (in thai: สยามรัฐ, letteralmente: Regno del Siam), in cui continuò ad esprimere apertamente le proprie opinioni. Lasciò la guida del partito nel 1985 al maresciallo in capo della Reale Aviazione Siddhi Savetsila e si ritirò dalla scena politica. Dopo che una serie di scandali aveva coinvolto membri del partito, i quali vennero accusati di corruzione, nel 1990 il primo ministro Chatichai Choonhavan minacciò di espellere Azione Sociale dalla coalizione di governo e chiese a Kukrit di rimpiazzare Siddhi Savetsila. Il vecchio leader accettò, tornando sulla scena politica per qualche mese, ed il partito rimase al governo. Nel 1988, Kukrit fu nominato maggior generale delle Reali Guardie Speciali.

### Carriera artistica
Oltre a distinguersi come politico e giornalista, Kukrit Pramoj si è dedicato con successo a coltivare la passione per le tradizioni della Thailandia e quella per l'arte, in particolare la letteratura. Uno dei lavori più famosi di Kukrit fu The King of Siam speaks, scritto in lingua inglese nel 1948 con il fratello Seni per denunciare le imprecisioni di The King and I, il musical statunitense sulla vita del re siamese del XIX secolo Mongkut, che dipingeva il sovrano come un despota e che aveva destato scalpore nel Paese. Il manoscritto fu inviato al diplomatico americano Abbot Low Moffat, il quale lo utilizzò per la stesura del proprio libro Mongkut the King of Siam che riabilitò re Mongkut.
Per illustrare l'approccio dei thailandesi agli avvenimenti storici di quegli anni, nel 1953 cominciò a scrivere una serie di racconti sul personaggio immaginario Mae Ploy, una donna che entrò al servizio di una delle principesse della famiglia di re Rama V e morì nello stesso giorno in cui fu assassinato Rama VIII. I racconti furono poi pubblicati nel libro สี่แผ่นดิน (trascritto Si Phaendin) che fu tradotto in inglese con il titolo Four Reigns (quattro regni), dove offre una prospettiva satirica degli avvenimenti di quel tempo espressa con originale umorismo. Scrisse poesie ma soprattutto molti saggi su svariati argomenti tra cui la storia, la religione e l'astrologia. Tra i suoi scritti più famosi, vi sono i racconti brevi che offrono un ritratto di vari aspetti della società thailandese e documentano il momento storico in cui furono scritti. Il libro หลายชีวิต (trascritto Lai Chiwit) fu pubblicato in inglese con il titolo Many Lives. Scrisse anche alcuni drammi per il teatro.
Negli anni sessanta, nel periodo in cui fu allontanato dalla scena politica ed in cui si diffuse la cultura occidentale nel Paese, Kukrit si dedicò alla salvaguardia e diffusione della cultura thai. Oltre ad essere un rispettato interprete dilettante di danza tradizionale thailandese, creò un gruppo di danzatori dell'Università Thammasat chiamato Khon Thammasat Troupe. Khon è la più alta forma di dramma e danza tra le arti classiche drammatiche thailandesi. L'obiettivo di questo gruppo fu quello di creare una nuova generazione di spettatori ed interpreti per mantenere viva la tradizione.
Le sue ricerche sulla cultura thailandese ed altre culture asiatiche sono tuttora studiate in diversi atenei. Aveva grandi dote oratorie e fu famoso anche per il modo in cui interpretava e presentava al pubblico il Buddhismo, forte dell'esperienza monastica trascorsa. Ricevette dalla Commissione culturale nazionale il titolo di artista nazionale in campo letterario per l'anno 1985. Fu insignito anche dello speciale riconoscimento commemorativo nell'edizione del 1990 dei Premi per la Cultura Asiatica di Fukuoka.

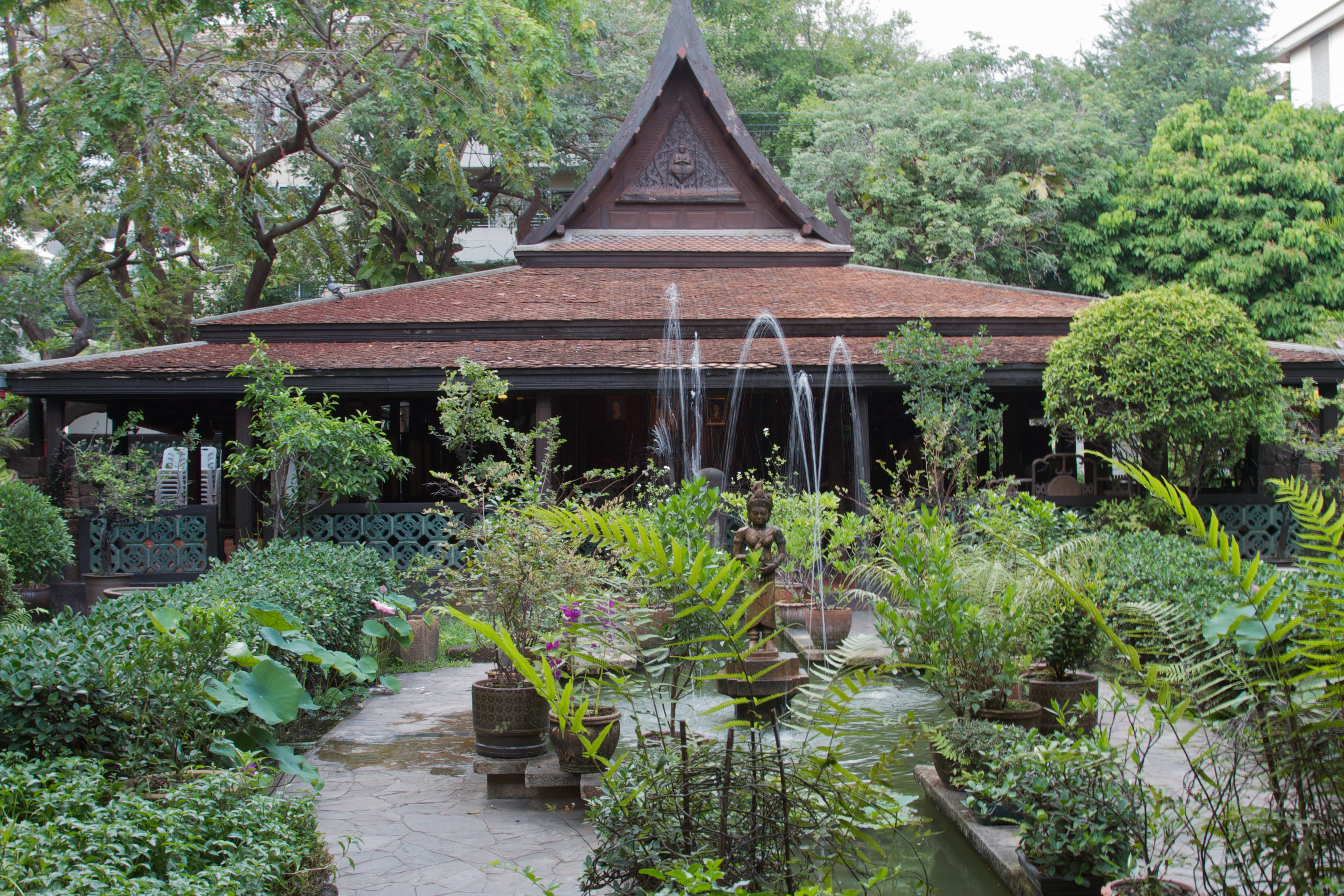
La residenza di Kukrit Pramoj a Bangkok, oggi trasformata in museo

Recitò un ruolo secondario nelle vesti di primo ministro dell'immaginario Stato asiatico di Sarkhan nel film Missione in Oriente del 1963, al fianco di Marlon Brando. Ingaggiato in origine come consulente culturale per ambientare il film in un Paese buddhista, fu poi scelto per la parte dal regista George Englund per la sua raffinatezza culturale e la perfetta padronanza della lingua inglese.
La sua elegante abitazione di Bangkok, che si compone di cinque pregevoli costruzioni in teak in stile classico thailandese collegate da una veranda comune, è diventata un museo ed è stata designata "Casa di una Persona Importante" dal Dipartimento di Belle Arti del Ministero dell'Istruzione.